# Hugh Jackman
Hugh Michael Jackman (født 12. oktober 1968) er en australsk film-, fjernsyn- og teaterskuespiller, som er bedst kendt for sine roller i flere Hollywood storfilm, bl.a. Van Helsing og X-Men-filmene, hvor han især blev kendt i sin rolle som Wolverine. Han er også kendt for sin rolle i The Greatest Showman fra 2017.

## Opvækst
Jackman blev født i Pymble, Sydney, New South Wales, Australien, som den yngste af fem børn af to engelskfødte forældre, Chris Jackman og Grace Watson. Hans mor forlod familien, da han var 8 år gammel, og han blev tilbage hos sin far, som var revisor med en grad fra Cambridge, og sine søskende.
Jackman gik på Pymble Public School og Knox Grammar School, en drengeskole, hvor han medvirkede i musicalen My Fair Lady i 1985, som blev instrueret af hans rektor. Jackman var "School Captain" (kan sammenlignes med en elevrådsformand her i Danmark) i 1986, og hans yndlingsfag i skolen var oldhistorie. Det efterfølgende år tog han et sabbatår hvor han arbejdede på Uppingham School i England. Da han kom tilbage til Australien arbejdede han på en Shell-station i Wahroonga og arbejdede som halvtids-klovn til børnefødselsdage, imens han studerede på University of Technology, Sydney. I 1989, deltog Jackman i en kristen lejr i Hasst's Bluff og Areyonga Aboriginal land i Western Desert i Central Australien. Han dimitterede så med en bachelor i kommunikation, samt at have bestået i journalistik. Han fik senere hjælp fra sin bedstemor til at komme på Western Australian Academy of Performing Arts ved Edith Cowan University i Perth, Vestaustralien, hvor han dimitterede fra i 1994.

## Karriere

### Australien
Jackmans tidligste filmarbejde inkluderer Erskineville Kings og Paperback Hero (1999), imens hans fjernsynsarbejde inkluderer Correlli (hvor han mødte sin kone Debra Lee Furness), Law of the Land, Halifax f.p., Blue Heelers, og The Man from Snowy River.
På teaterscenen, har Jackman spillet Gaston i Melbournes produktion af Beauty and the Beast, og Joe Gillis i den samme bys produktion Sunset Boulevard. Under hans teaterkarriere i Melbourne, medvirkde han Midsumma festival kabaret produktion fra 1998; Summa Cabaret. Han har også været vært for både Melbournes Carols by Candlelight og Sydneys Carols in the Domain.
I 2006, blev han castet til at erstatte Russell Crowe i Baz Luhrmanns Australia, hvor han skulle spille overfor Nicole Kidman.

### Storbritannien
Han blev først kendt udenfor Australien, da han spillede hovedrollen som Curly i Royal National Theatres positivt berygtede teater-produktion af Oklahoma! i West End theatre igennem 1998. Jackman medvirkede også i Oklahoma!-filmversionen af musicalen.

### USA
I 2000 blev Jackman castet som Wolverine i Bryan Singers X-Men, da han skulle erstatte Dougray Scott. Ifølge et CBS-interview i november 2006 havde Jackmans kone Deborra-Lee Furness sagt, at han ikke skulle tage rollen, en kommentar som hun senere har udtalt, at hun er glad for han ignorerede.
Jackman var med sine 1,89 m faktisk næsten 30 cm højere end Wolverine var blevet beskrevet i tegneserierne. Kamerafolkene var derfor til tider nødt til at filme Jackman fra usædvanlige vinkler eller fra taljen og op, for at få ham til at virke lavere end han faktisk var. I et interview med Men's Health bekræftede han, at han var nødt til at få en del mere muskler på sin krop for rollen. Succesen var enorm og Jackman gentog succesen da han spillede med i X2 (2003) og X-Men: The Last Stand (2006).
Jackman optrådte som Leopold i i den romantiske komedie Kate & Leopold fra 2001, for hvilken han fik en Golden Globe-nominering i kategorien "Best Actor – Motion Picture Musical or Comedy". Jackman medvirkede også i action/drama filmen Swordfish fra 2001, hvor han spillede sammen med John Travolta og Halle Berry. Det blev anden gang han arbejdede sammen med Berry. De to skulle arbejde sammen to gange mere omkring X-Men-filmene, hvilket gjorde at der i perioden 2000-2006 var i alt 4 film med Jackman og Berry sammen på rollelisten.
Jackman sang rollen som Billy Bigelow fra Carousel til en speciel koncertoptræden i Carnegie Hall i Manhattan New York City i 2002. I 2004 spillede han titelrollen som vampyrjægeren Gabriel Van Helsing i Van Helsing. I 2004 vandt han en Tony Award for hans Broadway-optræden som den australske sangskriver og performer Peter Allen i The Boy from Oz. Han var vært ved Tony-uddelingen i 2003, 2004 og 2005 og modtaget positive feedbacks efterfølgende. Hans fjernsynsoptræden gav ham i 2005 en Emmy Award for "Outstanding Individual Performer in a Variety, Musical or Comedy program".
I 2005 efter hans prisvindende rolle i The Boy from Oz, begyndte Jackman at indspille sin mest krævende rolle til dato. Jackman spillede en af 3 karakterer i Darren Aronofskys sci-fi forsøg The Fountain, hvor han skulle spille Tommy Creo, en nervekirurg, som er tvunget til at vælge imellem sin kone Izzi (Rachel Weisz), som er tæt på at dø af en hjernesvulst og hans arbejde i et forsøg på at redde hende. Jackman har udtalt at The Fountain var hans sværeste rolle til dato, med både psykiske og følelsesmæsssige krav, som instruktøren af filmen forlangte af ham. I slutningen var The Fountain ikke særlig godt modtaget hos nogen og Jackman fortsatte videre uden nogen priser.
Jackman begyndte snart at indspille filmen The Prestige, som blev instrueret af Christopher Nolan og havde andre stjerner som Christian Bale, Michael Caine, Scarlett Johansson, Andy Serkis og musikeren David Bowie. Som Robert Angier spillede Jackman en magiker som opbygger et hadfyldt kappestrid mod konkurrent Alfred Borden (Christian Bale) i et forsøg på "at blive den bedste". Jackman har udtalt, at en hovedgrundene til at han ville spille med i The Prestige var at han ville komme til arbejde sammen med David Bowie, som spillede fysikeren Nikola Tesla. Han medvirkede også i en anden film sammen med Scarlett Johansson i 2006, Woody Allens Scoop.
Jackman trådte ud af 2006 med to animationsfilm: Happy Feet, hvor han lagde stemme til Memphis, en kejserpingvin, og Skyllet Væk, hvor han lagde stemme til Roddy, som ender med at blive skyllet ud i hans hus' toilet, ned i Londons kloaker. Skyllet Væk har også Kate Winslet, Ian McKellen (den 4. gang Jackman har arbejdet sammen med ham), Jean Reno, Andy Serkis og Bill Nighy på rollelisten.
I 2007 producerede og gæstemedvirkede Jackman i den usuccesfulde tv-drama-serie Viva Laughlin. Viva Laughlin blev lukket ned af CBS efter kun 2 episoder. En beslutning som gjorde at de ellers færdigskrevet afsnit skulle filmes. Jackman og hans kone, Furness, var begge chokerede og kede af denne beslutning.
Jackman er også i gang med at forberede sig til et utal af film, som de både vil producere og medvirke i, inklusive Wolverine, hvor filmoptagelserne begyndte i det tidlige 2008 og en genindspilning af Carousel, i hvilken han vil spille Billy Bigelow.
Jackman er i øjeblikket i gang med at lave en ny tegneserie "Nowhere Man" med US publiserne Virgin Comics og forfatteren Marc Guggenheim.

## Privatliv
Jackman giftede sig med skuespilleren Deborra-Lee Furness i april 1996. De mødte på settet til hans første tv-job i Correlli, en australsk tv-serie. Furness havde to ufrivillige aborter, hvorefter hun og Jackman besluttede at adoptere. De har adopteret to børn; Oscar Maximillian (født 15. maj 2000) og Ava Eliot (født 10. juli 2005). De bor i øjeblikket i Melbourne. Jackman designede selv sin forlovelsesring til Furness og deres bryllupsringe indeholder sanskrit-inskriptionen "Om paramar mainamar", oversat af Furness til: "vi dedikerer vores forening til en større kilde".
I 2005 slog Jackman sig sammen med sin assistent igennem længere tid, John Palermo for at skabe et produktionsfirma, Seed Productions, hvis første projekt var Viva Laughlin i 2007. Furness er også involveret i firmaet, og Palermo har fået lavet tre ringe med en inskription, som betyder "forenelse"; en til ham selv, Jackman og Furness. Omkring de tres samarbejde har Jackman udtalt "Jeg er meget heldig at have de partnere jeg arbejder sammen med, inde i mit liv, Deb og John Palermo. Det virker bare. Vi har alle forskellige styrker. Jeg elsker det. Det er meget spændende".
Jackman er en stor fan af rugbyklubben Manly Warringah Sea Eagles fra Sydney.

## Trivia
- Han var en af valgene for rollen som James Bond, men tabte rollen til Daniel Craig.
- Han fik tilbudt rollen som Wolverine i sidste øjeblik, da han skulle erstatte Dougray Scott, som blev forhindret i at påtage sig rollen, da optagelserne til Mission: Impossible II krævede et ekstra antal optagemåneder.
- Imens han optog Van Helsing kom han til brække en assistents hånd.
- I X-Men-filmene spiller han Wolverine og i Van Helsing leder han efter et monster, som hedder The Wolfman.
- Han er helt forfærdelig nærsynet, og har et helt ekstremt sløret syn, hvis han ikke bærer briller eller kontaktlinser. Selv da han skulle være vært ved en Tony-uddeling og Saturday Night Live blev han nødt til at huske alt hvad han skulle sige, så han ikke skulle kæmpe med at læse det.

## Filmografi

### Film
| År   | Titel                              | Rolle                           | Note(r)                      |
| ---- | ---------------------------------- | ------------------------------- | ---------------------------- |
| 1999 | Erskineville Kings                 | Wace                            |                              |
| 1999 | Paperback Hero                     | Jack Willis                     |                              |
| 2000 | X-Men                              | Logan/Wolverine                 |                              |
| 2001 | Kate & Leopold                     | Leopold                         |                              |
| 2001 | Swordfish                          | Stanley Jobson                  |                              |
| 2001 | Someone Like You                   | Eddie Alden                     |                              |
| 2003 | X-Men 2                            | Logan/Wolverine                 |                              |
| 2004 | Van Helsing                        | Gabriel Van Helsing             |                              |
| 2004 | Van Helsing: The London Assignment | Gabriel Van Helsing             | Stemme                       |
| 2005 | Stories of Lost Souls              | Roger                           | segment "Standing Room Only" |
| 2006 | Happy Feet                         | Memphis                         | Stemme                       |
| 2006 | Skyllet væk                        | Roddy                           | Stemme                       |
| 2006 | The Prestige                       | Robert Angier                   |                              |
| 2006 | The Fountain                       | Tomas/Tommy/Tom Creo            |                              |
| 2006 | Scoop                              | Peter Lyman                     |                              |
| 2006 | X-Men: The Last Stand              | Logan/Wolverine                 |                              |
| 2008 | Deception                          | Wyatt Bose                      | Også producer                |
| 2008 | Australia                          | The Drover                      |                              |
| 2008 | Uncle Jonny                        | Onkel Russell                   | Tropfest 2008 finalist Film  |
| 2009 | X-Men Origins: Wolverine           | Logan/Wolverine                 | Også producer                |
| 2011 | X-Men: First Class                 | Logan                           |                              |
| 2011 | Snow Flower and the Secret Fan     | Arthur                          |                              |
| 2011 | Real Steel                         | Charlie Kenton                  |                              |
| 2012 | Butter                             | Boyd Bolton                     |                              |
| 2012 | Rise of the Guardians              | Bunnymund (påskeharen) (stemme) |                              |
| 2012 | Les Miserables                     | Jean Valjean                    |                              |
| 2013 | Movie 43                           | Davis                           |                              |
| 2013 | The Wolverine                      | Logan/Wolverine                 | Også producer                |
| 2013 | Prisoners                          | Keller Dover                    |                              |
| 2014 | X-Men: Days of Future Past         | Logan/Wolverine                 |                              |
| 2015 | Pan                                | Sortskæg                        |                              |
| 2017 | Logan                              | Logan/Wolverine og X-24         |                              |

### TV
| År   | Titel           | Rolle                   | Note(r)                       |
| ---- | --------------- | ----------------------- | ----------------------------- |
| 1994 | Law of the Land | Charles "Chicka" McCray | Episode: "Win, Lose and Draw" |
| 1995 | Correlli        | Kevin Jones             | 10 episoder                   |
| 1995 | Blue Heelers    | Brady Jackson           | Episode: "Just Desserts"      |